# 鄭琢
鄭琢(てい たく、チョン・タク、정탁、1526年 ~ 1605年)は李氏朝鮮中期の文臣。字は子精 、号は薬圃・佰谷、諡号は貞簡。本貫は清州鄭氏。

## 履歴
- 1581年 - 大司憲、吏曹参判、進賀使
- 1589年 - 右賛成、謝恩使
- 1592年 - 左賛成、迎慰使
- 1594年 - 右議政
- 1599年 - 左議政、中枢府判事
- 1603年 - 中枢府領事、扈従功臣3等、西原府院君、奉朝賀

## 将軍抜擢
- 壬辰倭乱では李舜臣・郭再祐・金徳齢等の名将を抜擢した。

## 伸救箚
- 1597年、李舜臣が戦場に進まなかったという罪目で閑山島から漢陽に押送されて、命の危機に陥ると、宣祖に李舜臣を弁護する1298字の伸救箚上書を提出し、李舜臣を救った。[2]

## 文集及び著書
文集
- 《薬圃集》[3]

著書
- 《竜湾聞見録》[4]

## 家族
- 高祖父 :  鄭普天[5]
  - 曽祖父 :  鄭元老(1430年~?、最終官職:県監)[6]
    - 祖父 : 鄭僑
      - 父: 鄭以忠
      - 母: 平山韓氏の韓従傑次女
        - 妻: 巨済潘氏潘冲の長女
          - 長男: 鄭允著
          - 次男: 鄭允偉
          - 三男: 鄭允穆
          - 長女 : 이추に出嫁

## 関連作品
- 《不滅の李舜臣》 (KBS1、2004年~2005年、演:イム・ヒョクチュ)
- 《懲泌録》 (KBS1、2015年、演:イ・テロ)